# Niko Peleshi
Niko Peleshi (Coriza, 11 novembre 1970) è un politico albanese, membro del parlamento e Ministro della difesa dal 18 settembre 2021 al 30 luglio 2024.
In precedenza è stato vice primo ministro dell'Albania nel primo governo Rama. È stato Prefetto di Coriza dal 2004 al 2005 e sindaco di Coriza dal 2007 al 2012. Dal 2012 è membro della Presidenza del Partito Socialista.

## Biografia
Si è laureato con lode in Ingegneria Elettronica presso l'Università Politecnica di Tirana ed è stato insignito del titolo di Ingegnere Elettronico.  Nel 1989 ha completato l'istruzione secondaria con lode a Korçë, presso la Raqi Qirinxhi High School.
Peleshi ha lavorato per diversi anni nel settore delle imprese private nella città di Coriza ed è stato capo della Camera di Commercio e Industria di Coriza dal 2001 al 2004.
La sua carriera politica è iniziata nell'ottobre 2004 quando è stato nominato Prefetto della Regione di Coriza. Rimase in carica un anno. Nel 2005 è stato eletto presidente della sezione del partito socialista di Coriza. Nelle elezioni amministrative del febbraio 2007 è stato eletto sindaco di Coriza, per essere riconfermato in tale carica alle elezioni locali del 2011. È membro della Presidenza del Partito Socialista dal 2012.
Nel 2013 è entrato a far parte del Comitato di Sorveglianza del Congresso dei poteri locali e regionali del Consiglio d'Europa.